# Evrotas
Evrotas (tiếng Hy Lạp: ?) là một khu tự quản ở vùng Peloponnesos, Hy Lạp. Khu tự quản Evrotas có diện tích 866 km², dân số theo điều tra ngày 18 tháng 3 năm 2001 là 19319 người.